# پورت دو لا شپل آرنا
پورت دو لا شپل آرنا (فرانسوی: Porte de La Chapelle Arena‎) یا آدیداس آرنا یک سالن سرپوشیده ورزشی در منطقه ۱۸ پاریس، فرانسه است.
این سالن که در سال ۲۰۲۴ تأسیس شده دارای ۸۰۰۰ نفر ظرفیت است و برای مسابقات بسکتبال، بدمینتون، ژیمناستیک، هندبال و کنسرت‌های موسیقی مورد استفاده قرار می‌گیرد.

## نگارخانه

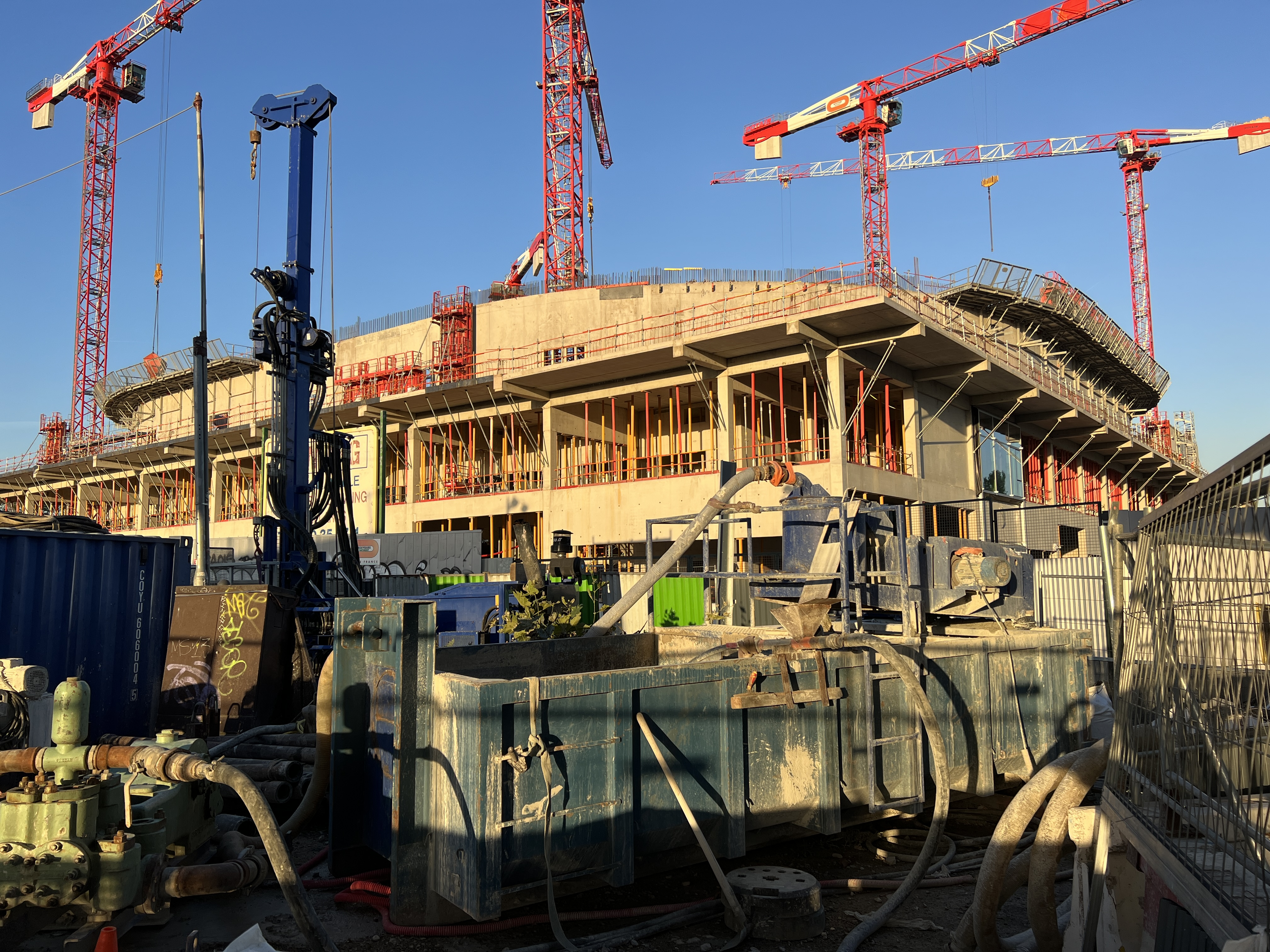
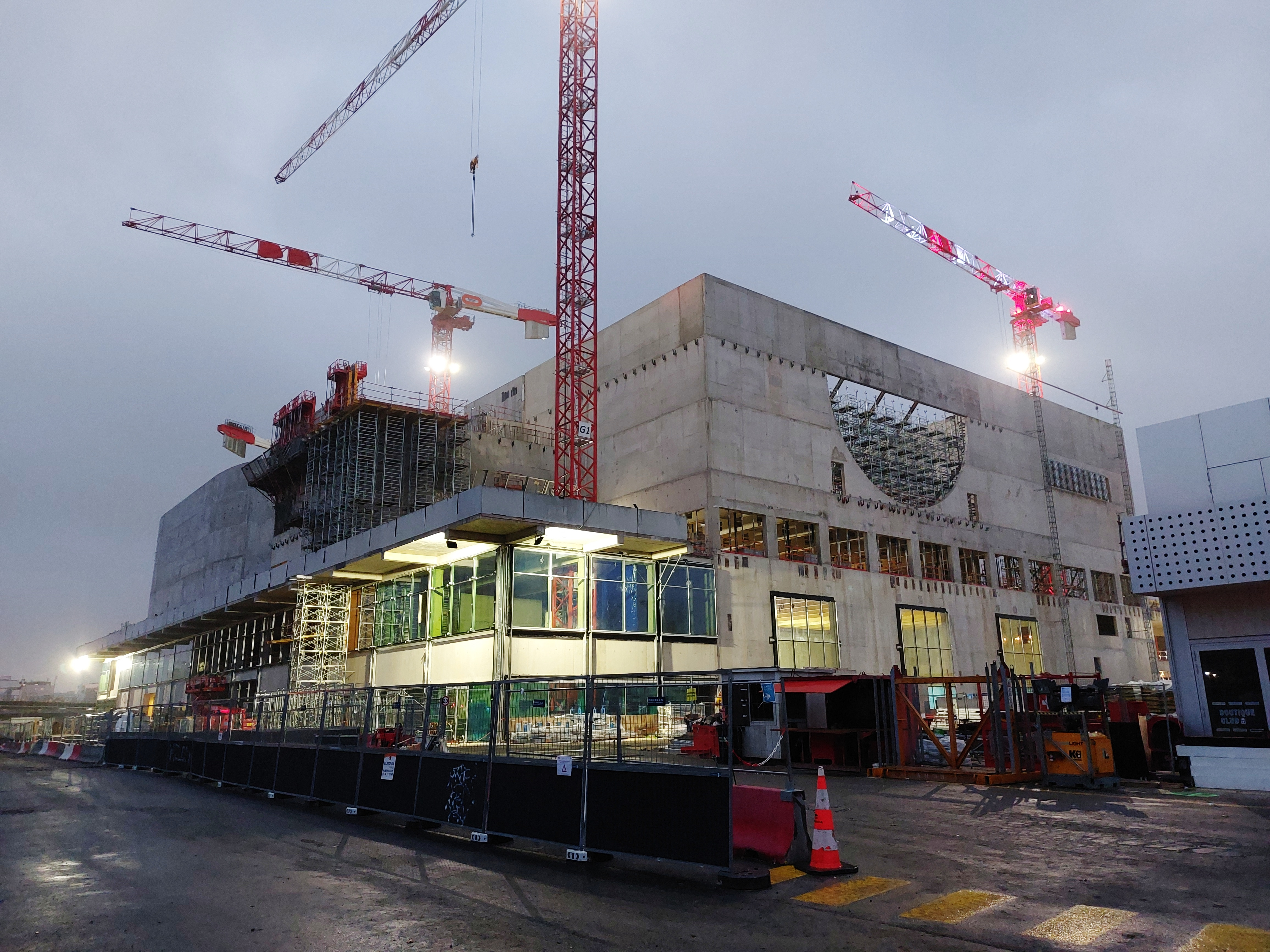
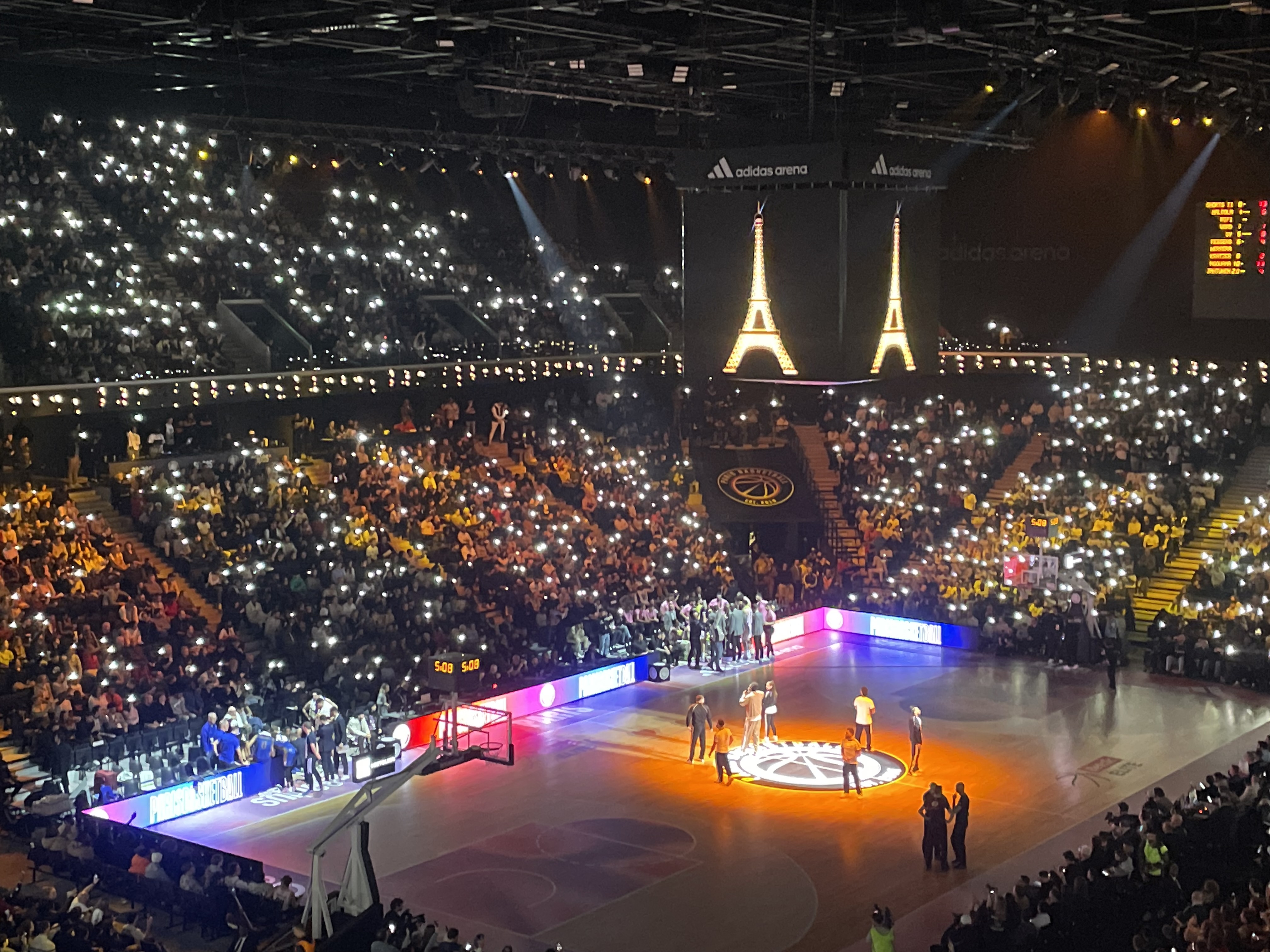